# Pseudoyuconia thalictri
Pseudoyuconia thalictri är en svampart som först beskrevs av Georg Winter, och fick sitt nu gällande namn av Lar.N. Vassiljeva 1983. Pseudoyuconia thalictri ingår i släktet Pseudoyuconia och familjen Pleosporaceae.  Arten är reproducerande i Sverige. Inga underarter finns listade i Catalogue of Life.